# Eutralia da Lentini
Santa Eutralia o Eutalia (Lentini, ... – Lentini, 8 settembre 257) è stata una nobile matrona della città di Lentini. 
È venerata come Santa dalla Chiesa Cattolica e da quella Ortodossa

## Agiografia
Eutralia era la figlia di Eutropia, una nobile matrona vedova che risiedeva a Lentini insieme ai suoi due figli, Serviliano ed
Eutralia. La storia narra che Eutropia, testimone di guarigioni miracolose attribuite a Tecla e Giustina per intercessione dei Santi Alfio, Cirino e Filadelfo, si recò un giorno presso il sepolcro dei martiri per invocare la propria guarigione. Eutropia soffriva infatti di una malattia che causava emorragie, simile a quella della figura evangelica dell'emorroissa. Inginocchiatasi presso la tomba dei martiri, pregò Dio di essere guarita e, addormentatasi, ebbe una visione: i santi Alfio, Cirino e Filadelfo le apparvero in tutto il loro splendore, promettendole la guarigione completa se avesse accettato di ricevere il Battesimo.Risvegliatasi dal sogno, Eutropia raccontò l'esperienza alla figlia Eutralia, e insieme decisero di ricevere il Battesimo. Subito dopo, Eutropia fu miracolosamente guarita.
In seguito, Eutralia, inizialmente promessa in matrimonio, scelse di consacrarsi interamente a Dio. Con la morte di Tertullo, noto persecutore dei cristiani, Serviliano -
figlio di Eutropia e sacerdote pagano del tempio di Cerere - reagì violentemente alla conversione della madre, tentando di strangolarla a causa della sua fede cristiana. Eutralia cercò di fermarlo e lo rimproverò per il suo comportamento;
tuttavia, Serviliano la aggredì, strappandole le vesti e consegnandola a uno schiavo con l'intento di oltraggiarla.
Mentre Eutralia pregava i santi per la propria protezione, lo schiavo, avvicinatosi a lei, fu colto da improvvisa cecità e cadde a terra. Infuriato, Serviliano, l'8 settembre
257, uccise la sorella, trafiggendola alla gola con un pugnale. Il corpo di Eutralia fu sepolto nella cripta del Duomo di Lentini. Eutralia è commemorata il 27 agosto sia dalla Chiesa Ortodossa sia da quella Cattolica, anche se non è più menzionata nel Martirologio Romano.